# Walter Laufer
Pour les articles homonymes, voir Laufer.
Walter Laufer (né le 15 juillet 1906 et décédé le 16 juillet 1984) est un nageur américain. Lors des Jeux olympiques d'été de 1928 disputés à Amsterdam, il remporte la médaille d'or au relais 4 x 200 m nage libre avec un nouveau record du monde et la médaille d'argent au 100 m dos. 
En 1973, il a été introduit dans l'International Swimming Hall of Fame en tant que "Honor Swimmer".

## Palmarès
- médaille d'or au relais 4 x 200 m nage libre aux Jeux olympiques d'Amsterdam en 1928
- médaille d'argent au 100 m dos aux Jeux olympiques d'Amsterdam en 1928